# Beaumont-en-Véron
Beaumont-en-Véron é uma comuna francesa na região administrativa do Centro, no departamento Indre-et-Loire. Estende-se por uma área de 18,89 km². Em 2010 a comuna tinha 2 787 habitantes (densidade: 147,5 hab./km²).